# Uno due tre stalla
Uno, due, tre, stalla è stato un programma televisivo italiano di genere reality show trasmesso da Canale 5 nella primavera 2007, condotto da Barbara D'Urso ed ambientato in una reale fattoria situata nella campagna laziale.

## Il programma
L'intenzione iniziale del programma prevedeva la convivenza tra veri contadini (persone comuni) e ragazze appartenenti al mondo dello spettacolo, affinché queste ultime apprendessero le principali mansioni della vita agricola. Per questa ragione in un primo momento i concorrenti sono stati divisi in sei squadre rivali, ciascuna delle quali composta da un contadino e due ragazze.
I dati share poco entusiasmanti delle prime due puntate hanno però portato l'autrice del programma Simona Ercolani a lasciare il programma, che è stato affidato al gruppo autoriale di Maria De Filippi, che ha modificato completamente il meccanismo del gioco, decidendo di ri-dividere i concorrenti in due sole squadre avversarie: i contadini da una parte e le ragazze (chiamate vallette per comodità) dall'altra. Questo ha portato a una notevole crescita di ascolti al reality.
Un'ulteriore decisione autoriale ha in seguito fatto sì che venisse inserito nella squadra delle "vallette" un nuovo componente, Luca Dorigo, anch'egli appartenente al mondo dello spettacolo.
Numerosi litigi e diverbi tra i concorrenti, inoltre, hanno poi portato ad altri cambiamenti nella composizione degli schieramenti: alcune ragazze si sono infatti aggregate ai contadini, mentre una di esse, Imma Di Ninni, dopo aver avuto alterchi con membri di entrambe le squadre, ha scelto di concorrere da sola.
In ogni puntata le squadre, dopo essersi sfidate su prove di varia natura, venivano giudicate dal televoto che stabiliva quale fosse quella vincente. Quella che risultava sconfitta perdeva uno, o alcuni, dei propri componenti (solitamente in base alle nomination fatte dai propri avversari).
Il programma è stato vinto da Imma Di Ninni che si è aggiudicata un montepremi di 300.000 euro, aiutata da Dana Ferrara e Francesca D'Auria. Durante la serata finale, però, la sua vittoria, avvenuta tramite televoto, ha suscitato il disappunto di molti degli altri concorrenti e di parte del pubblico presente in studio.

## Critiche
La Confederazione italiana agricoltori dichiarò che il reality "mette alla berlina un mondo giovanile, quello agricolo, che è invece protagonista dell'innovazione del settore".
Il Codacons lo considerò una delle trasmissioni più brutte della storia della televisione italiana, criticando le risse e gli scontri incessanti e volgari.

## Concorrenti

### Contadini
- Amedeo Azzolin (detto "Artemio")
- Giuseppe Caso (detto "Serafino")
- Mauro Secci (detto "Orfeo")
- Giuseppe Di Bella (detto "Avvocato")
- Mauro Guzzo (detto "Bastiano")
- Roberto Coniglio (3º classificato) (detto "U' muschen")
- Cosimo Vitale

### Vallette
Hanno partecipato:
- Alessandra Sorcinelli (valletta televisiva)
- Andrea Lehotská (finalista)[5] (personaggio TV)
- Dana Ferrara (modella, ballerina)
- Nancy Comelli (valletta televisiva)
- Elisa Bagordo (valletta televisiva)
- Rosaria Cannavò (ballerina, valletta televisiva)
- Giulia Fogliani (valletta televisiva)
- Iaia De Rose (modella, attrice teatrale, conduttrice TV)
- Manuela Ferrera (valletta televisiva)
- Marianna Ferrera (valletta televisiva)
- Francesca D'Auria (valletta televisiva)
- Sabrina Marinangeli (cantante, showgirl)
- Imma Di Ninni (vincitrice) (attrice teatrale)

Inoltre è stato aggiunto, a sostenere le vallette, Luca Dorigo (2º classificato), ex tronista di Uomini e donne.